# Erpodium madagassum
Erpodium madagassum là một loài rêu trong họ Erpodiaceae. Loài này được Paris & Renauld mô tả khoa học đầu tiên năm 1903.